# Maitland Ward
Maitland Ward (nacida como Ashley Maitland Welkos; Long Beach, California; 3 de febrero de 1977) es una actriz estadounidense. Ha trabajado en el cine convencional y en el cine de adultos. En su primer etapa, es recordada por haber interpretado a Rachel McGuire en la serie de la ABC Yo y el mundo, a Jessica Forrester en The Bold and the Beautiful y a Britanny Wilson en White Chicks.
En 2019 se alejó de su faceta mainstream para incursionar en el cine pornográfico, para ello firmó un contrato en exclusiva con Vixen. Dicho contrato fue renovado en 2021.

## Carrera
Ward interpretó a Jessica Forrester en The Bold and the Beautiful, donde apareció de 1994 a 1996. Consiguió el papel, el cual fue su primera vez actuando, cuando tenía 17 años y cursaba el tercer año de secundaria. Ward fue estrella invitada en la serie USA High y en la séptima temporada de la serie de televisión de la ABC Home Improvement; y coprotagonizó con Jay Thomas y Mario Lopez la película dramática Killing Mr. Griffin.
Su personaje de Rachel McGuire fue añadido al reparto de la serie Yo y el mundo en 1998, a principios de la sexta temporada, como miembro de reparto principal. Este papel duró hasta el fin de la serie en el año 2000. Después, apareció en la película Dish Dogs, una comedia romántica en la cual coprotagonizó junto a Brian Dennehy, Matthew Lillard y Sean Astin. Más tarde, apareció en película de comedia de 2004 White Chicks, con Shawn Wayans y Marlon Wayans.

## Vida personal
Ward está casada con Terry Baxter desde el 21 de octubre de 2006.

## Filmografía
| Año       | Título                     | Rol               | Notas                              |
| --------- | -------------------------- | ----------------- | ---------------------------------- |
| 1994–1996 | The Bold and the Beautiful | Jessica Forrester | Papel recurrente (12 episodios)    |
| 1997      | Killing Mr. Griffin        | Candice Lee       | Película de televisión             |
| 1998      | USA High                   | Tina              | Episodio: "Buddies"                |
| 1998      | Home Improvement           | Christy           | Episodio: "The Old College Try"    |
| 1998–2000 | Boy Meets World            | Rachel McGuire    | Coprotagonista (45 episodios)      |
| 1999      | Bold Affair, A Bold Affair | Eleanor           |                                    |
| 2000      | Dish Dogs                  | Molly             | Vídeo                              |
| 2002      | Boston Public              | Rachel Newman     | Episodio: "Capítulo 43"            |
| 2004      | White Chicks               | Brittany Wilson   |                                    |
| 2005      | Out of Practice            | Staci             | Episodio: "Piloto"                 |
| 2007      | Rules of Engagement        | Dani              | Episodio: "Young and the Restless" |
| 2016      | A Perfect Chaos            | Maxine Landry     |                                    |

## Premios y nominaciones en su carrera convencional
- Premio Soap Opera Digest
  - 1995: Nominada, Actriz revelación excepcional – The Bold and the Beautiful[7]
- Premios Artista Joven
  - 1995: Ganadora, Mejor actuación de una actriz joven en una serie – The Bold and the Beautiful
  - 1996: Nominada, Mejor actuación de una actriz joven en una serie – The Bold and the Beautiful

## Premios y nominaciones en la industria pornográfica
| Año  | Ceremonia    | Resultado | Premio                                               | Trabajo                       |
| ---- | ------------ | --------- | ---------------------------------------------------- | ----------------------------- |
| 2020 | Premios AVN  | Ganadora  | Mejor actriz de reparto                              | Drive                         |
| 2020 | Premios AVN  | Ganadora  | Mejor escena de trío M-H-M                           | Drive                         |
| 2020 | Premios XBIZ | Ganadora  | Estrella Crossover del año                           | —                             |
| 2020 | Premios XBIZ | Nominada  | Mejor actriz revelación                              | —                             |
| 2020 | Premios XBIZ | Ganadora  | Mejor actriz protagonista                            | Drive                         |
| 2020 | Premios XBIZ | Ganadora  | Mejor escena de sexo en película protagonista        | Drive                         |
| 2021 | Premios AVN  | Ganadora  | Mejor actriz                                         | Muse                          |
| 2021 | Premios AVN  | Ganadora  | Mejor escena de sexo chico/chica                     | Mistress Maitland             |
| 2021 | Premios XBIZ | Nominada  | Artista femenina del año                             | —                             |
| 2021 | Premios XBIZ | Nominada  | Estrella mediática del año                           | —                             |
| 2021 | Premios XBIZ | Nominada  | Mejor actuación protagonista                         | Mistress Maitland             |
| 2021 | Premios XBIZ | Ganadora  | Mejor actuación protagonista                         | Muse                          |
| 2021 | Premios XBIZ | Nominada  | Mejor escena de sexo en película protagonista        | Mistress Maitland             |
| 2021 | Premios XBIZ | Ganadora  | Mejor escena de sexo en película protagonista        | Muse                          |
| 2022 | Premios AVN  | Nominada  | Mejor actriz                                         | Muse 2                        |
| 2022 | Premios AVN  | Nominada  | Mejor escena de gangbang                             | Muse 2                        |
| 2022 | Premios AVN  | Nominada  | Mejor escena de sexo anal                            | Muse Season 1. Director's Cut |
| 2022 | Premios AVN  | Nominada  | Mejor escena de sexo en grupo                        | Mistress Maitland 2           |
| 2022 | Premios XBIZ | Ganadora  | Estrella mediática del año                           | —                             |
| 2022 | Premios XBIZ | Ganadora  | Mejor actuación protagonista                         | Muse 2                        |
| 2022 | Premios XBIZ | Nominada  | Mejor escena de sexo en película de temática erótica | Muse 2                        |
| 2022 | Premios XBIZ | Nominada  | Mejor escena de sexo en película performance         | Mistress Maitland 2           |
| 2022 | Premios XBIZ | Nominada  | Mejor escena de sexo en película protagonista        | Muse 2                        |
| 2023 | Premios AVN  | Ganadora  | Aparición mainstream del año                         | —                             |
| 2023 | Premios AVN  | Ganadora  | Mejor actriz                                         | Drift                         |
| 2023 | Premios AVN  | Nominada  | Mejor escena de sexo en grupo                        | Sex Without Love              |
| 2023 | Premios XBIZ | Nominada  | Mejor actuación protagonista                         | Drift                         |
| 2023 | Premios XBIZ | Ganadora  | Mejor escena de sexo en película protagonista        | Drift                         |
| 2023 | Premios XBIZ | Nominada  | Mejor escena de sexo en película vignette            | Poetics for Tramps            |
| 2023 | Premios XBIZ | Nominada  | Mejor escena de sexo en primera actuación            | Drift                         |
| 2024 | Premios AVN  | Ganadora  | Mejor actriz en mediometraje                         | Casting Couch                 |
| 2024 | Premios XBIZ | Nominada  | Mejor escena de sexo en película vignette            | Fame                          |
| 2025 | Premios AVN  | Nominada  | Mejor actriz                                         | American MILF                 |
| 2025 | Premios AVN  | Ganadora  | Mejor actriz en mediometraje                         | Pigeonholed                   |
| 2025 | Premios AVN  | Nominada  | Mejor escena de sexo en grupo                        | American MILF                 |
| 2025 | Premios XMA  | Nominada  | Estrella Crossover del año                           | —                             |
| 2025 | Premios XMA  | Ganadora  | Mejor actuación protagonista                         | American MILF                 |
| 2025 | Premios XMA  | Ganadora  | Mejor escena de sexo en película comedia             | American MILF                 |